# 利亞諾博尼托

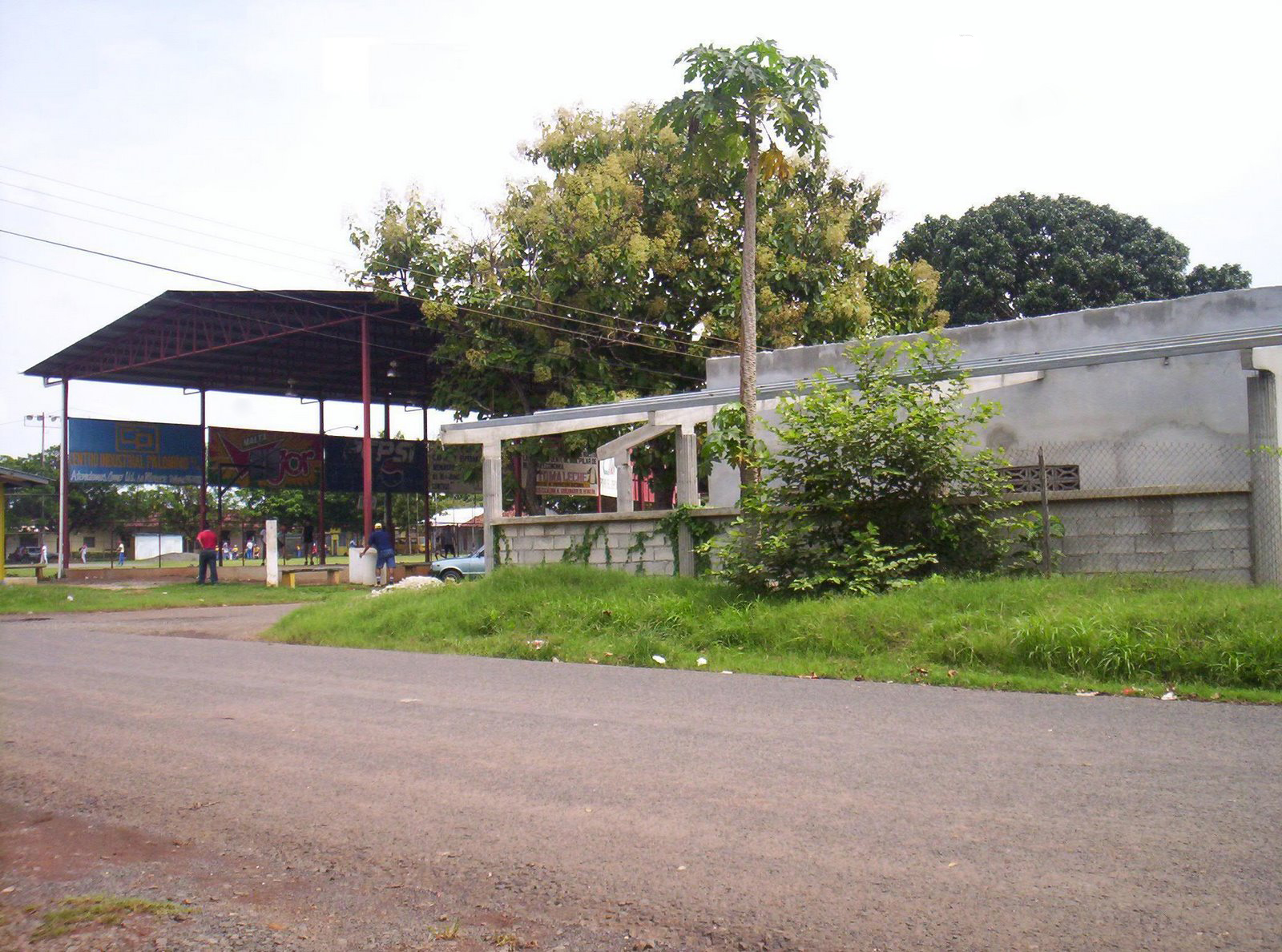
利亚诺博尼托

利亞諾博尼托（西班牙語：Llano Bonito），是巴拿馬的城鎮，位於該國中南部，由埃雷拉省的奇特雷區負責管轄，面積10.9平方公里，海拔高度24米，2010年人口9,798，人口密度每平方公里899人。